# XM1201 Reconnaissance and Surveillance Vehicle

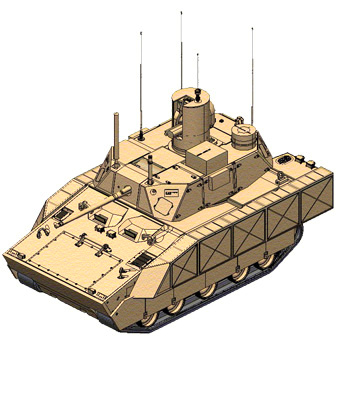
Konzept des RSV

Das XM1201 Reconnaissance and Surveillance Vehicle (RSV) (dt. Aufklärungs- und Überwachungsfahrzeug) war ein Projekt der United States Army. Es war Teil des Programms Future Combat Systems. Projektstart war 1999. Bei einer Realisierung wäre es Teil des militärischen Global Information Grids geworden. Es sollte eine Vielzahl von Sensoren besitzen, um Gegner aufzuspüren, zu lokalisieren und zu klassifizieren. Mit der Beendigung des FCS-Programms 2009 durch Verteidigungsminister Robert Gates wurde das Projekt eingestellt.

## Systembeschreibung
Angedacht war als Aufklärungsausstattung:
- Infrarotsensoren, unter anderem auf einem ausfahrbaren Mast
- ESM Sensoren
- Unattended Ground Sensors (UGS)
- Small Unmanned Ground Vehicle (SUGV)
- wahrscheinlich zwei Drohnen
- Sensoren für chemische Kampfstoffe

Da das Fahrzeug auf dem Manned Ground Vehicle basieren sollte, ist es luftverlastbar, aber nur schwach gepanzert. Dieser Nachteil sollte durch abstandsaktive Schutzmaßnahmen verringert werden. Die Besatzung soll aus zwei Fahrzeugbedienern und einem vier Mann starken Aufklärungstrupp bestehen.